# 褚现英
褚现英（1957年—），河北元氏人，汉族，中华人民共和国政治人物，第十二届全国人民代表大会河北地区代表。
毕业于河北大学，中国共产党党员。2013年，当选为全国人大代表。